# ツォン・ジエン (撮影監督)
ツォン・ジエン（曾 剑、拼音: Zeng Jiàn)、1978年 - ）は、中国の撮影監督。浙江省長興県出身。北京電影学院撮影系卒。
主にロウ・イエ監督による作品で撮影監督を務めている。特徴として、手持ちカメラによる撮影を多用している。
2014年の『ブラインド・マッサージ』の撮影で、ベルリン国際映画祭の銀熊賞にあたる芸術貢献賞、アジアン・フィルム・アワードの撮影賞を受賞している。

## フィルモグラフィー
| タイトル                          | 年   | 原題               | 監督                 | 備考  |
| --------------------------------- | ---- | ------------------ | -------------------- | ----- |
| スプリング・フィーバー            | 2009 | 《春风沉醉的晚上》 | ロウ・イエ           |       |
| ブッダ・マウンテン 希望と祈りの旅 | 2010 | 《观音山》         | リー・ユー           |       |
| 備えあれば                        | 2011 | 《不怕賊惦記》     | シュー・チュアンハイ | [ 2 ] |
| 二重生活                          | 2012 | 《浮城谜事》       | ロウ・イエ           |       |
| ブラインド・マッサージ            | 2014 | 《推拿》           | ロウ・イエ           |       |
| （日本未公開につき邦題なし）      | 2015 | 《万物生长》       | リー・ユー           |       |
| （日本未公開につき邦題なし）      | 2015 | 《西藏天空》       | 傅东育               |       |
| アイランド 一出好戯               | 2018 | 《一出好戏》       | ホアン・ボー         |       |
| サタデー・フィクション            | 2019 | 《兰心大剧院》     | ロウ・イエ           |       |
| （日本未公開につき邦題なし）      | 未定 | 《没有别的爱》     | ヴィッキー・チャオ   | [ 3 ] |